# Међународна скијашка и сноуборд федерација
Међународна скијашка и сноуборд федерација (фр. Fédération Internationale de Ski et de Snowboard; раније Међународна скијашка федерација, фр. Fédération Internationale de Ski), позната по свом акрониму ФИС (од фр. FIS), интернационално је удружење националних скијашких савеза која управља скијашким спортовима и дисциплинама као што су алпско скијање, нордијско скијање, скијашки скокови, нордијска комбинација и сноуборд. ФИС се бави организацијом такмичења, објавом правила и календара такмичења, организацијом Светског купа и Светских првенстава, итд.
Занимљиво је да ова федерација није надлежна и за биатлон, спорт који у себи укључује уз стрељаштво и нордијско скијање као саставну дисциплину.